# FK Zabjelo Podgorica
Fudbalski klub "Zabjelo" (FK Zabjelo Podgorica; FK Zabjelo; Zabjelo Podgorica; Zabjelo) je nogometni klub iz Podgorice, Crna Gora. 
 
U sezoni 2019./20. "Zabjelo" je član Treće crnogorske lige – Srednja regija.   

## O klubu
FK "Zabjelo" je osnovan u travnju 1963. godine pri MZ Zabjelo u tadašnjem Titogradu. 1964. godine se počinje natjecati u Ligi Titogradskog podsaveza koju osvaja u sezoni 1966./67. i ulazi u Crnogorsku republičku ligu te mijenja ime u "Tara" po sponzoru kluba – prijevozničkom poduzeću "Tara". U sezoni 1969./69. "Tara" osvaja Crnogorsku republičku ligu i plasira se u 2. saveznu ligu – Jug u koju igra jednu sezonu. Ispadanjem u Crnogorsku republičku ligu, 1970. godine, klubu se vraća ime "Zabjelo". Do rapada SFRJ, 1991. godine, "Zabjelo" se natječe u Crnogorskoj republičkoj ligi te Područnoj ligi Titograd (kasnije Crnogorska regionalna liga – Centar). 
 
Od sezone 1991./92. pa do sezone 2005./06., u okviru prvenstava SRJ, odnosno Srbije i Crne Gore, "Zabjelo" je bilo član Crnogorske republičke lige i Crnogorske regionalne lige – Centar, dok su u sezonama 2000./01., 2001./02. i 2002./03. bili članovi Druge lige SRJ / SiCG – Jug, koja se sastojala od klubova iz Crne Gore. 
 
Osamostaljenjem Crne Gore, 2006. godine, "Zabjelo" je postao član Druge crnogorske lige u kojoj je igrao do sezone 2014./15., a potom u Trećoj crnogorskoj ligi – Srednja regija. 
 
2013. godine "Zabjelo" je sudjelovao u kvalifikacijama za Prvu crnogorsku ligu. 

## Uspjesi

### Od 1991./92. do 2005./06. (SRJ / SiCG)
Crnogorska republička liga
- doprvak: 1999./2000.
- trećeplasirani: 1997./98.

Crnogorska regionalna liga – Centar
- prvak: 1991./92., 2004./05., 2005./06.

### Do 1991. (SFRJ)
Crnogorska republička liga
- prvak: 1968./69.

Podsavezna liga Titograd / Područna liga Titograd / Crnogorska regionalna liga – Centar
- prvak: 1966./67., 1976./77., 1980./81.

## Pregled plasmana
| sezona    | rang lige              | liga                                | poz.                   | klubova u ligi         | ut                     | pob                    | ner                    | por                    | gol+                   | gol-                   | bod                    | napomene                       | izvori                 |
| Zabjelo   | Zabjelo                | Zabjelo                             | Zabjelo                | Zabjelo                | Zabjelo                | Zabjelo                | Zabjelo                | Zabjelo                | Zabjelo                | Zabjelo                | Zabjelo                | Zabjelo                        | Zabjelo                |
| --------- | ---------------------- | ----------------------------------- | ---------------------- | ---------------------- | ---------------------- | ---------------------- | ---------------------- | ---------------------- | ---------------------- | ---------------------- | ---------------------- | ------------------------------ | ---------------------- |
| 2006./07. | II.                    | 2. crnogorska liga                  | 4.                     | 12                     | 33                     | 14                     | 8                      | 11                     | 50                     | 40                     | 50                     |                                | [ 1 ]                  |
| 2007./08. | II.                    | 2. crnogorska liga                  | 6.                     | 12                     | 33                     | 12                     | 12                     | 9                      | 40                     | 45                     | 48                     |                                |                        |
| 2008./09. | II.                    | 2. crnogorska liga                  | 9.                     | 12                     | 33                     | 10                     | 9                      | 14                     | 30                     | 35                     | 39                     |                                | [ 2 ]                  |
| 2009./10. | II.                    | 2. crnogorska liga                  | 5.                     | 12                     | 33                     | 12                     | 9                      | 12                     | 33                     | 34                     | 45                     |                                | [ 3 ]                  |
| 2010./11. | II.                    | 2. crnogorska liga                  | 10.                    | 12                     | 33                     | 7                      | 13                     | 13                     | 34                     | 48                     | 34                     |                                | [ 4 ]                  |
| 2011./12. | II.                    | 2. crnogorska liga                  | 4.                     | 12                     | 33                     | 15                     | 5                      | 13                     | 47                     | 46                     | 50                     |                                | [ 5 ]                  |
| 2012./13. | II.                    | 2. crnogorska liga                  | 3.                     | 11 (12)                | 30                     | 15                     | 8                      | 7                      | 40                     | 29                     | 53                     | igrali kvalifikacije za 1. CFL | [ 6 ]                  |
| 2013./14. | II.                    | 2. crnogorska liga                  | 12.                    | 12                     | 33                     | 7                      | 8                      | 18                     | 33                     | 53                     | 29                     |                                | [ 7 ]                  |
| 2014./15. | II.                    | 2. crnogorska liga                  | 11.                    | 12                     | 33                     | 10                     | 7                      | 16                     | 35                     | 46                     | 36 (-1)                |                                | [ 8 ]                  |
| 2015./16. | III.                   | 3. crnogorska liga – Srednja regija | 4.                     | 7                      | 24                     | 10                     | 2                      | 12                     | 34                     | 48                     | 29                     |                                | [ 9 ]                  |
| 2016./17. | III.                   | 3. crnogorska liga – Srednja regija | 3.                     | 6 (7)                  | 20                     | 9                      | 1                      | 10                     | 26                     | 38                     | 27 (-1)                |                                | [ 10 ]                 |
| 2017./18. | nisu ligaški nastupali | nisu ligaški nastupali              | nisu ligaški nastupali | nisu ligaški nastupali | nisu ligaški nastupali | nisu ligaški nastupali | nisu ligaški nastupali | nisu ligaški nastupali | nisu ligaški nastupali | nisu ligaški nastupali | nisu ligaški nastupali | nisu ligaški nastupali         | nisu ligaški nastupali |
| 2018./19. | III.                   | 3. crnogorska liga – Srednja regija | 5.                     | 10                     | 27                     | 12                     | 6                      | 9                      | 43                     | 38                     | 42                     |                                | [ 11 ]                 |
| 2019./20. | III.                   | 3. crnogorska liga – Srednja regija |                        | 10                     |                        |                        |                        |                        |                        |                        |                        |                                |                        |
|           |                        |                                     |                        |                        |                        |                        |                        |                        |                        |                        |                        |                                |                        |
|           |                        |                                     |                        |                        |                        |                        |                        |                        |                        |                        |                        |                                |                        |

## Unutrašnje poveznice
- Podgorica

## Vanjske poveznice
- fkzabjelo.wixsite.com
- worldfootball.net, FK Zabjelo
- globalsportsarchive.com, FK Zabjelo Podgorica
- int.soccerway.com, FK Zabjelo Podgorica
- srbijasport.net, Zabjelo
- transfermarkt.com, FK Zabjelo Podgorica